# David Eigenberg
David Eigenberg (født 17. maj 1964) er en amerikansk skuespiller. Han er kendt for sine roller som Steve Brady i HBO-serien Sex and the City og som løjtnant Christopher Herrmann i NBCs Chicago Fire.